# Armen Sargsian
Armen Vardani Sargsian (armeniska: Արմեն Վարդանի Սարգսյան), född 23 juni 1953 i Jerevan i Armeniska SSR i Sovjetunionen (nu Armenien), är en armenisk fysiker och politiker. Han var Armeniens president från den 9 april 2018 till den 23 januari 2022.

## Biografi
Sargsian var professor i fysik vid universitetet i Jerevan 1976–1984, särskilt inom datamodellering. Han var även en av de ursprungliga utvecklarna av dataspelet Tetris. Från 1984 var han verksam vid universitetet i Cambridge. År 1991 upprättade han Armeniens ambassad i London. Sargsian var Armeniens premiärminister från den 4 november 1996 till den 20 mars 1997. Åren 1998-2018  var han landets ambassadör i Storbritannien.